# Polyscias carolorum
Polyscias carolorum är en araliaväxtart som beskrevs av Georges Bernardi. Polyscias carolorum ingår i släktet Polyscias och familjen Araliaceae. Inga underarter finns listade.